# Lying All the Time
"Lying All the Time" is een nummer van de Nederlandse band The Outsiders. Het nummer werd in 1966 uitgebracht als single. In 1967 verscheen het op hun compilatiealbum Outsiders Songbook.

## Achtergrond
"Lying All the Time" is geschreven door zanger Wally Tax en gitarist Ronald Splinter en geproduceerd door Willem Duys. Het was de eerste single die de groep opnam voor het Relax-label van Duys. Duys was geen fan van beatmuziek en herinnerde zich over de opname: "Negen uur 's ochtends waren we al in de studio. Begonnen die jongens me toch een lawaai te maken! Later voegde zich nog ene meneer Wally Tax erbij en toen werd het helemaal erg. Om twaalf uur ben ik ervandoor gegaan."
"Lying All the Time" gaat over een jongen die is bedrogen door zijn vriendin, die altijd tegen hem loog. Tax schreef de tekst toen hij zestien jaar was. Hij vertelde hierover: "Ik was verliefd op een meisje, maar ze speelde met mijn gevoelens. Ze bedroog me. Maar telkens bleef ik naar haar toekomen met mijn hartje in mijn hand." Het nummer zorgde voor de doorbraak van The Outsiders en was hun eerste Top 40-hit; het bereikte uiteindelijk de tiende plaats in de Top 40 en de vijftiende plaats in de Parool Top 20.
Het tijdschrift Hitweek beweerde dat "Lying All the Time" tevens de Franse hitlijsten behaalde, maar hier bleek niets van waar. Wel werd de populariteit rond het nummer groter naar aanleiding van dit verhaal. In de jaren '80 kreeg het nummer hernieuwde populariteit in de Verenigde Staten, waar verzamelaars van garagerock het opnamen in hun verzameling.

## Hitnoteringen

### Nederlandse Top 40
| Hitnotering: 04-06-1966 t/m 17-09-1966 | Hitnotering: 04-06-1966 t/m 17-09-1966 | Hitnotering: 04-06-1966 t/m 17-09-1966 | Hitnotering: 04-06-1966 t/m 17-09-1966 | Hitnotering: 04-06-1966 t/m 17-09-1966 | Hitnotering: 04-06-1966 t/m 17-09-1966 | Hitnotering: 04-06-1966 t/m 17-09-1966 | Hitnotering: 04-06-1966 t/m 17-09-1966 | Hitnotering: 04-06-1966 t/m 17-09-1966 | Hitnotering: 04-06-1966 t/m 17-09-1966 | Hitnotering: 04-06-1966 t/m 17-09-1966 | Hitnotering: 04-06-1966 t/m 17-09-1966 | Hitnotering: 04-06-1966 t/m 17-09-1966 | Hitnotering: 04-06-1966 t/m 17-09-1966 | Hitnotering: 04-06-1966 t/m 17-09-1966 | Hitnotering: 04-06-1966 t/m 17-09-1966 | Hitnotering: 04-06-1966 t/m 17-09-1966 | Hitnotering: 04-06-1966 t/m 17-09-1966 |
| Week                                   | 1                                      | 2                                      | 3                                      | 4                                      | 5                                      | 6                                      | 7                                      | 8                                      | 9                                      | 10                                     | 11                                     | 12                                     | 13                                     | 14                                     | 15                                     | 16                                     |                                        |
| -------------------------------------- | -------------------------------------- | -------------------------------------- | -------------------------------------- | -------------------------------------- | -------------------------------------- | -------------------------------------- | -------------------------------------- | -------------------------------------- | -------------------------------------- | -------------------------------------- | -------------------------------------- | -------------------------------------- | -------------------------------------- | -------------------------------------- | -------------------------------------- | -------------------------------------- | -------------------------------------- |
| Positie                                | 34                                     | 38                                     | 31                                     | 27                                     | 20                                     | 16                                     | 13                                     | 10                                     | 12                                     | 13                                     | 16                                     | 15                                     | 20                                     | 21                                     | 24                                     | 26                                     | uit                                    |

### Parool Top 20
| Hitnotering: 02-07-1966 t/m 13-08-1966 | Hitnotering: 02-07-1966 t/m 13-08-1966 | Hitnotering: 02-07-1966 t/m 13-08-1966 | Hitnotering: 02-07-1966 t/m 13-08-1966 | Hitnotering: 02-07-1966 t/m 13-08-1966 | Hitnotering: 02-07-1966 t/m 13-08-1966 | Hitnotering: 02-07-1966 t/m 13-08-1966 | Hitnotering: 02-07-1966 t/m 13-08-1966 | Hitnotering: 02-07-1966 t/m 13-08-1966 |
| Week                                   | 1                                      | 2                                      | 3                                      | 4                                      | 5                                      | 6                                      | 7                                      |                                        |
| -------------------------------------- | -------------------------------------- | -------------------------------------- | -------------------------------------- | -------------------------------------- | -------------------------------------- | -------------------------------------- | -------------------------------------- | -------------------------------------- |
| Positie                                | 19                                     | 18                                     | 17                                     | 16                                     | 15                                     | 15                                     | 18                                     | uit                                    |

### NPO Radio 2 Top 2000
| Nummer met noteringen in de NPO Radio 2 Top 2000 | '05  | '06  | '07  | '08  | '09  | '10  | '11  | '12  | '13  | '14  | '15  |
| ------------------------------------------------ | ---- | ---- | ---- | ---- | ---- | ---- | ---- | ---- | ---- | ---- | ---- |
| Lying All the Time                               | 1454 | 1084 | 1282 | 1688 | 1202 | 1281 | 1565 | 1867 | 1797 | 1888 | 1926 |

1. ↑  Een vetgedrukt getal geeft de hoogste notering aan.
2. ↑  2005 was het eerste jaar met een notering voor dit nummer.
3. ↑  Deze tabel is bijgewerkt tot en met de laatste editie (2024).